# Мужиловичівська сільська рада
Мужиловичівська сільська рада — колишній орган місцевого самоврядування у Яворівському районі Львівської області. Адміністративний центр — село Мужиловичі.

## Загальні відомості
Територією ради протікає річка Гноєць.

## Населені пункти
Сільській раді підпорядковані населені пункти:
- с. Мужиловичі

## Склад ради
Рада складається з 16 депутатів та голови.

### Керівний склад попередніх скликань
| ПІБ                      | Основні відомості                                                 | Дата обрання | Дата звільнення |
| ------------------------ | ----------------------------------------------------------------- | ------------ | --------------- |
| Хробак Тарас Миколайович | Сільський голова, 1965 року народження                            | 26.03.2006   | 31.10.2010      |
| Сидорко Василь Петрович  | Сільський голова, 1966 року народження, освіта вища, безпартійний | 31.10.2010   |                 |

Примітка: таблиця складена за даними джерела